# Rarities (Black 'N Blue)
Rarities è un album raccolta dei Black 'N Blue, uscito il 24 aprile 2007 per l'Etichetta discografica Crash Records. Contuene una serie di canzoni mai incise sui precedenti album, due canzoni poi finite su Hell Yeah e alcuni pezzi dal vivo.

## Tracce
1. Violent Kid (St. James, Thayer) 3:30 (inedito)
2. Sign in Blood (St. James, Thayer) 3:33  (inedito)
3. Wicked Bitch (St. James) 4:36 (dall'album Black'n blue)
4. Gold Heart (St. James, Thayer) 4:18  (inedito)
5. Hold on to 18 (St. James, Thayer) 4:29  (dall'album Black'n blue)
6. Lickety Split (St. James, Thayer) 3:09  (inedito)
7. Serious Drag (St. James) 2:43  (inedito)
8. So Long (St. James) 3:49 (in seguito nell'album Hell Yeah)
9. Hell Yeah (St. James) 3:42  (in seguito nell'album Hell Yeah)
10. Autoblast [live] (St. James, Thayer, Warner) 4:24
11. Im the King [live] (Holmes, St. James, Thayer, Warner, Young) 4:52

## Formazione
- Jaime St. James - voce
- Tommy Thayer - chitarra, cori
- Jeff "Whoop" Warner - chitarra, cori
- Patrick Young - basso, cori
- Pete Holmes - batteria